# آر تي آي الدولية
معهد مثلث البحوث، التداول باسم آر تي آي إنترناشيونال، هي منظمة غير ربحية مقرها الرئيسي في حديقة مثلث البحوث في كارولاينا الشمالية. تقدم آر تي آي خدمات بحثية وتقنية. تأسست في عام 1958 بتمويل قدره 500000 دولار من الشركات المحلية وجامعات نورث كارولينا الثلاث التي تشكل مثلث البحث. وقد غطت البحوث آر تي آي مواضيع مثل فيروس نقص المناعة البشرية / الإيدز، والرعاية الصحية، والمناهج التعليمية والبيئة، من بين أمور أخرى. ال الوكالة الأمريكية للتنمية الدولية يمثل حوالي 35 في المئة من عائدات البحوث آر تي آي.
في عام 1954، التقى مقاول بناء  مع أمين صندوق ولاية كارولينا الشمالية ورئيس واتشوفيا لمناقشة بناء مجمع أبحاث في ولاية كارولينا الشمالية لجذب صناعات جديدة إلى المنطقة.   لقد حصلوا على دعم لهذا المفهوم من حاكم الولاية لوثر هودجز والجامعات الثلاث التي تشكل مثلث البحث: جامعة نورث كارولينا في تشابل هيل وجامعة ديوك وجامعة ولاية كارولينا الشمالية. تم تشكيل معهد مثلث البحوث (الآن آر تي آي الدولية) من قبل مؤسسي الحديقة كأول مستأجر لمجمع الأبحاث في عام 1958. في كانون الثاني (يناير) التالي أعلنوا أن مؤسسة مثلث البحوث قد جمعت 1.425 مليون دولار لتمويل الحديقة وأنه تم تخصيص 500000 دولار منها لصالح آر تي آي الدولية. 

## تاريخ
بدأت آر تي آي بثلاثة أقسام: تطوير النظائر، العلوم التشغيلية وبحوث الإحصاء. كان أول عقد لها هو دراسة إحصائية بقيمة 4500 دولار لبيانات المرض من ولاية تينيسي. في العام الأول من تشغيل آر تي آي، كان لديه 25 موظفًا وعقود بحثية بقيمة 240 ألف دولار. ركز عملها المبكر على الإحصاء، ولكن في غضون بضع سنوات توسع آر تي آي إلى النظائر المشعة والكيمياء العضوية والبوليمرات. في عام 1960، أبرم المعهد أول عقد بحث دولي له لإجراء تعداد زراعي في نيجيريا. فاز آر تي آي بعقود مع وزارة التعليم،  وزارة الدفاع، وكالة ناسا وهيئة الطاقة الذرية، نمت إلى 3.4 مليون دولار في العقود في عام 1964 و85 مليون دولار في عام 1988.

في عام 1971، أعيد تنظيم 430 موظفًا في آر تي آي إلى أربع مجموعات بحثية: النظم الاجتماعية والاقتصادية، والعلوم الإحصائية، والعلوم البيئية والهندسة، والكيمياء وعلوم الحياة. كما أنشأت قسما للتعليم يسمى مركز البحوث والتقييم التربوي. بعد أربع سنوات، أنشأ آر تي آي مكتب البرامج الدولية لإدارة المشاريع الدولية.  قدم آر تي آي مساعدة تمويلية للمساعدة في تأسيس مدرسة نورث كارولينا للعلوم والرياضيات في عام 1980. بعد ذلك بعامين، كان جزءًا من مشروع مشترك لإنشاء مركز الإلكترونيات الدقيقة في نورث كارولينا (MCNC)، وهو مؤسسة غير ربحية ربطت شبكتها الحاسوبية مدارس K-12 المحلية.

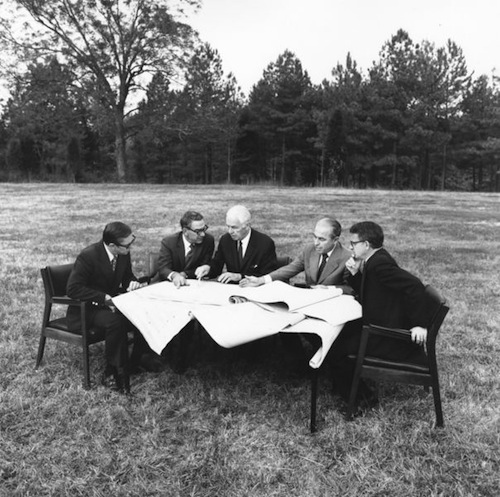
تخطيط حديقة مثلث البحوث

## المنظمة
آر تي آي إنترناشيونال هي منظمة بحثية غير هادفة للربح. تم تأسيس المعهد في البداية من قبل ثلاث جامعات محلية ولكن يتم إدارته من قبل مجلس إدارة منفصل وفريق إداري. يتكون هيكل آر تي آي من أعضاء المؤسسة ومجلس المحافظين ومسؤولي الشركات. ينتخب أعضاء الشركة المحافظين، الذين بدورهم يضعون سياسات المنظمة.
لديها آر تي آي أيضا أعمال منفصلة تسمى آر تي آي الحلول الصحية، والتي تدعم شركات التكنولوجيا الحيوية والتشخيص والأجهزة الطبية. اعتبارا من عام 2012، كانت أكبر مجالات الخدمة في المنظمة في العلوم الاجتماعية والإحصائية والبيئية. أكثر من نصف موظفي آر تي آي حاصلون على درجات علمية متقدمة في واحد من 120 مجالا ويعملون في حوالي 1200 مشروع في المرة الواحدة.
لدى آر تي آي اثنا عشر مكتبا أمريكيا واثني عشر موقعا دوليا، تدعم العمليات في 80 دولة. يقع المقر الرئيسي لحوالي 60 في المائة من موظفي آر تي آي في حرم جامعي مساحته 180 فدانا داخل حديقة مثلث البحوث. يأتي معظم تمويل آر تي آي إنترناشيونال من عقود بحثية حكومية. في عام 2018، قام موظفو آر تي آي بتأليف 1052 مقالة صحفية. يقدم المعهد عطاءات بقيمة 2 مليار دولار في عقود بحثية سنويا ويفوز بحوالي 40 بالمائة من الميزانية التي يقدم عطاءات عليها. في حين أن معهد الأبحاث هو من الناحية الفنية معهد أبحاث غير هادف للربح، فإن كبار الموظفين يحصلون على مكافآت رواتب (4 ٪ لكبار الموظفين، و 9-15 ٪ للمديرين) بناء على الأداء السنوي وأرباح الشركات. ومع ذلك، ليس للموظفين مصلحة أو دور حالي في حوكمة الشركات.

## روابط خارجية
- الموقع الرسمي